# The Valley (videogioco)
The Valley è un videogioco di ruolo pubblicato a partire dal 1982 dalla ASP Software, etichetta della Argus Press, per gran parte degli home computer allora diffusi nel Regno Unito. 
Inizialmente apparve come listato in linguaggio BASIC per Commodore PET in un articolo della rivista britannica Computing Today di aprile 1982, edita dal gruppo Argus Press, che descrive dettagliatamente il gioco e, a scopo didattico, la sua programmazione. La rivista pubblicò anche istruzioni di conversione del programma per alcuni altri sistemi. In seguito la ASP pubblicò le edizioni commerciali del gioco, su nastro e in qualche caso anche su disco, scritte anch'esse in BASIC modificabile dall'utente: nel 1982 per PET, BBC Micro, Sharp MZ, TRS-80 e ZX Spectrum, nel 1983 circa per Apple II, Atari 8-bit, Commodore VIC-20, Commodore 64 e Oric, e nel 1984 circa per Electron e Dragon.

## Trama
Un eroe solitario deve trovare alcuni oggetti magici perduti in una valle infestata da mostri. I vari oggetti si trovano da qualche parte nel Tempio di Y'Nagioth, situato su un'isola di un lago in mezzo a una palude, nella Torre Nera, e nel covo di Vounim, situato su un'isola di un lago in mezzo a una foresta.
L'articolo originale di Computing Today racconta anche dettagliatamente il prologo dell'avventura, non presente nel manuale delle edizioni commerciali.

## Modalità di gioco
Il giocatore controlla un personaggio del quale si può scegliere soltanto il nome e la classe, che può essere mago, pensatore (thinker), barbaro, guerriero o chierico. Una sesta classe, "scemo" (dolt), si ottiene se si fa una selezione non valida. La classe determina valori iniziali, tassi di crescita e valori massimi di due statistiche del personaggio: forza in combattimento e potere "psi", usato per lanciare incantesimi.
La schermata di gioco mostra nella parte superiore una mappa della valle, realizzata con semplice grafica a caratteri; in basso vengono date le informazioni sullo stato, sotto forma di puro testo in inglese. Il sonoro è assente.
In molte versioni la posizione del protagonista è rappresentata da un carattere a forma di omino, ma in alcune è una semplice forma geometrica; i nemici invece non sono mai visibili.
Ai due lati della mappa si trovano due castelli amichevoli, collegati da una strada a zig-zag che attraversa la valle. Gli altri elementi topografici sono due foreste, due paludi e una torre; se si raggiungono questi luoghi si entra in una nuova mappa con il dettaglio del luogo. Foreste e paludi contengono a loro volta un edificio visitabile con ulteriore mappa, mentre la torre ha più piani, ciascuno con la propria mappa. L'esatta forma degli scenari è generata casualmente a ogni partita.
Il protagonista parte da uno dei castelli e può spostarsi nelle caselle adiacenti, corrispondenti alle posizioni dei caratteri, in tutte le direzioni. Se si procede sulla strada non succede nulla, ma ogni volta che si entra in una casella fuori dalla strada si possono fare incontri casuali: un mostro da combattere, oro da raccogliere, luoghi magici che danno bonus o malus alle statistiche, oppure nessun evento. Solo dentro gli edifici le possibili posizioni di alcuni tesori speciali sono predeterminate e visibili sulla mappa.
Ci sono diversi tipi di mostri, caratterizzati da valori di forza fisica e forza magica. Alcuni tipi si possono incontrare solo in certe zone. Ci sono anche alcuni tipi con forza fisica nulla, ciò vuol dire che sono vulnerabili solo alla magia.
Il combattimento avviene a turni alterni, ma in tempo reale: quando al giocatore viene chiesto di attaccare, deve premere in fretta il tasto corrispondente all'azione scelta, altrimenti salta il turno. A volte, in modo casuale, all'inizio dell'incontro viene data la possibilità di ritirarsi, altrimenti si può solo combattere fino alla morte di uno dei due. I risultati di ogni attacco sono calcolati dal computer in base a diversi fattori. Per ogni attacco si può scegliere se mirare alla testa, al corpo o agli arti, con probabilità di riuscita crescente e danno medio decrescente. Oppure si possono lanciare tre tipi di incantesimi: il sonno, che se riesce permette di cessare il combattimento, e due incantesimi offensivi accessibili solo a certi livelli di psi ed esperienza.
L'energia vitale diminuisce quando si viene colpiti, ma si consuma anche effettuando le azioni di attacco, e si recupera quando si viaggia normalmente senza combattere.
Vincendo i combattimenti si accumulano punti esperienza, che influiscono sui danni inflitti ai nemici e che, insieme alla tesoreria accumulata, determinano il rango del personaggio (una misura del progresso fatto, che di per sé non ha effetti sulle abilità). L'obiettivo finale del gioco è trovare determinati oggetti e l'ultimo di essi si può trovare solo dopo aver raggiunto un rango molto alto.
Quando si entra in uno qualsiasi dei due castelli si recupera tutta l'energia ed è possibile salvare il personaggio e abbandonare la partita.

## Cloni commerciali
Nel tardo 1982 la CRL, all'epoca fondata da poco come Computer Rentals Ltd., pubblicò The Orb o In Search of the Orb, un clone per ZX Spectrum di The Valley. La Argus Press protestò per il plagio e la CRL accettò di ritirarlo dal commercio e pagare una sostanziosa compensazione economica. Il titolare della CRL sostenne che The Orb era stato sottoposto da un programmatore freelance all'azienda, che era ignara dell'esistenza di The Valley. Un episodio analogo era già successo con un'altra azienda (non è noto il nome) che accettò di pagare una compensazione per una violazione del copyright di The Valley.
Nel 1983 ci fu invece una controversia con la Kayde Ltd. di Great Yarmouth, che commercializzò un proprio clone per vari sistemi, intitolato sempre The Valley e in seguito rinominato The Swamp. La Kayde iniziò pubblicando la propria versione per Commodore VIC-20 nell'estate 1982, molto prima che uscisse quella commerciale della ASP, facendo seguire altre conversioni entro metà 1983. Alla richiesta della Argus Press di ritirare i cloni, la Kayde rifiutò e continuò la vendita; pur ammettendo che il gioco era ispirato a quello uscito su Computing Today, secondo la Kayde il programma era interamente una propria realizzazione.
The Valley/The Swamp della Kayde era disponibile per VIC-20 16k, Dragon 32, Oric 48k, Spectrum 48k e Grundy NewBrain.
La Kayde comunque chiuse poco tempo dopo, nell'agosto 1983.
Una versione aggiornata di The Valley con grafica migliorata, basata su quella della Kayde, uscì nel 1992 per ZX Spectrum sulla rivista digitale britannica Outlet.
Per Commodore 64 la The Guild Adventure Software pubblicò una riedizione di The Valley, anche in versione norvegese (intitolata Dalen), e una versione aggiornata con grafica migliorata, di origine canadese; non è nota la legittimità di questi cloni, ma la versione aggiornata accredita esplicitamente come originale il programma di Computing Today.
Nel 2018/2019 circa venne prodotta da DDI una cartuccia di The Valley, destinata al retrogaming sul vero hardware del Commodore 64, caratterizzata da un particolare design artistico con vari LED colorati che indicano i progressi del giocatore; il gioco contenuto è basato sulla versione della The Guild Adventure e ulteriormente aggiornato.

## Accoglienza
Sono state individuate poche recensioni di The Valley sulla stampa professionale. Le riviste britanniche del tempo lo consideravano più spesso un'avventura che un gioco di ruolo. Alla versione ZX Spectrum la rivista Home Computing Weekly 24 diede un giudizio medio, mentre Games Computing 11/84 la descrisse senza commenti. Popular Computing Weekly 21 recensì il clone della Kayde (praticamente uguale all'originale nel funzionamento), considerandolo già datato, ma comunque divertente come gioco di combattimento poco complesso.
Your Commodore 2 di novembre 1984, in una panoramica sulle avventure, ricorda The Valley per Commodore 64 e VIC-20 come un precoce esempio di quei titoli che rientrano vagamente nel genere dell'avventura, permettendo al giocatore di scegliere soltanto la direzione di movimento; anche questa rivista lo giudicava datato, ma ancora valido come gioco di ruolo incentrato sui combattimenti.